# Tiếng Mân Đông

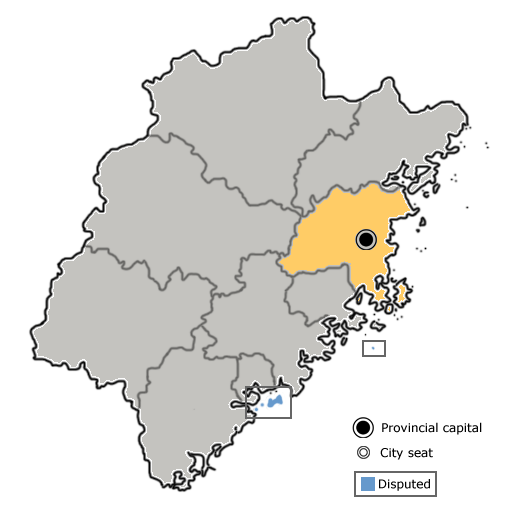
Phúc Châu, trung tâm của tiếng Mân Đông

Tiếng Mân Đông (giản thể: 闽东语; phồn thể: 閩東語; bính âm: Mǐndōngyǔ; La Mã hóa Phúc Châu: Mìng-dĕ̤ng-ngṳ̄) là ngôn ngữ được nói chủ yếu ở vùng phía Đông tỉnh Phúc Kiến của Trung Quốc, ở trong và gần Phúc Châu và Ninh Đức. Phương ngữ Phúc Châu được xem là tiếng Mân Đông chuẩn.
Trong Wikipedia, ngôn ngữ này được viết tắt là cdo.